# نیمسرویلاند
نیمسرویلاند (به آلمانی: Nimsreuland) یک شهر در آلمان است که در بیتبورگ-پروم واقع شده‌است.